# Stieg Larsson
Karl Stig-Erland "Stieg" Larsson ([stiːɡ_lɑrsən]; n. 15 august 1954; d. 9 noiembrie 2004) a fost un jurnalist și scriitor suedez de romane polițiste.

## Romane dinseriaMillenium
- 2005 Män som hatar kvinnor (Bărbați care urăsc femeile; trad. Elena-Maria Morogan; Trei 2008; ISBN 978-973-70-7220-7)
- 2006 Flickan som lekte med elden (Fata care s-a jucat cu focul; trad. Elena-Maria Morogan; Trei 2009; ISBN 978-973-70-7263-4)
- 2007 Luftslottet som sprängdes (Castelul din nori s-a prăbușit; trad. Elena-Maria Morogan; Trei 2009; ISBN 978-973-70-7304-4)